# 優先順位付投票制

IRVの票の例

優先順位付投票制（ゆうせんじゅんいつきとうひょうせい） は、有権者が候補を優先順位にしたがってランクづけすることにより、初回投票と決選投票を一回の投票でまとめて行う選挙方法である。即時決選投票とも。
アメリカ英語では instant runoff voting と呼び、本項では以下その略称であるIRVを用いる。米国では一般的に ranked choice voting (RCV)と呼ばれ、 ranked voting 、preferential ballot と呼ばれることもある。イギリスでは alternative voting(AV、代替投票）、カナダやオーストラリアでは preferential voting (優先投票) とも呼ばれる。
小選挙区制の議会選挙や首長選挙などの、各選挙区ごとに一名のみ、もしくは全体で一名のみの当選者を選出する選挙を選好投票で行う場合において最も一般的な手法がIRVである。IRVでは投票者の過半数の最優先を得る候補がいなければ、最優先のランキングが最も少ない数の候補は落選し、その候補の票は各票の次のランキングによって残りの候補に移譲される。 この過程は単一の候補が過半数を獲得し、落選する候補がいなくなるまで繰り返される。つまりは徹底的な決選投票方式であるエクスハウスティブ・バロットと同じような当選者決定工程となっている。エクスハウスティブ・バロットと異なるのは一回の投票で済むことである。
また、IRVは単数選出での単記移譲式投票(STV)である特殊STV、STVはIRVを複数選出でも使えるようにした拡張IRVということもできる。
IRVの利点は票割れおよび乱立による不利益を緩和する仕組みをもった制度であることである。小選挙区での票割れ防止の候補者調整を不要にできる。欠点は当選者の決定方法が難しいことである。

## 使用
IRVは、オーストラリアの代議院、アイルランドの大統領、パプアニューギニアの国会、フィジーの下院の選挙で使用されている。
IRVは、アメリカ合衆国の司法権によって採用されることもあり、カリフォルニア州のサンフランシスコとオークランド、ミネソタ州のミネアポリスとセントポールの例がある。
イギリスの労働党と自民党の党首選と、カナダ自由党の党首選や、イギリスやニュージーランドを含む多くの国々での市長選、アメリカ映画界の映画賞であるアカデミー作品賞、全米製作者組合賞 劇場映画賞（PGA作品賞）の選考でも使用されている。
米選挙改革グループFairVote事務局長のロブ・リッチーは、映画賞の作品賞の選考にIRVを使うのは明らかに賢明な判断であり大統領、州知事、市長など政治リーダーの選挙でも使用するべきだ、としている。
2021年ニューヨーク市長選挙に使用されている。

### イギリスでの導入の試み
2010年、イギリスの保守党と自由民主党の連立政権が単純小選挙区制からこの制度へ移行する「選挙制度の変更に関する国民投票」を2011年5月5日に実施することで合意した。もし可決されたらその次の庶民院議員選挙で用いられる予定であったが、2011年5月5日の国民投票の結果、採用に反対する票が67.9%で多数否決された。

## 例
シンプルなものは、次の表の例である。3名の候補者、ボブ、ビル、スーが、選挙に出る。投票者は、"a"から"e"までの5名である。投票者はそれぞれ1票を持ち、候補者に1、2、3と優先順位を付ける。候補者が勝利するには、3票以上の過半数を得ねばならない。
ラウンド1では、ランキングの第一選択が開票され、ボブとスーの両名が2票を獲得し、ビルは1票となる。過半数を獲得した候補がいないので、第2ラウンドが必要である。ビルは3位なので、敗退させる。ビルを第一とした"c"の票が、その第二の候補（alternative）へ加算される。よってラウンド2の結果は下のようになり、スーが3票の過半数となる。
|      | ラウンド1 | ラウンド1 | ラウンド1 | ラウンド1 | ラウンド1 | ラウンド1 | ラウンド2 | ラウンド2 | ラウンド2 | ラウンド2 | ラウンド2 | ラウンド2 |
| ---- | --------- | --------- | --------- | --------- | --------- | --------- | --------- | --------- | --------- | --------- | --------- | --------- |
| 候補 | a         | b         | c         | d         | e         | 得票      | a         | b         | c         | d         | e         | 得票      |
| ボブ | 1         | 2         | 3         | 1         | 2         | 2         | 1         | 2         | 2         | 1         | 2         | 2         |
| スー | 3         | 1         | 2         | 3         | 1         | 2         | 2         | 1         | 1         | 2         | 1         | 3         |
| ビル | 2         | 3         | 1         | 2         | 3         | 1         |           |           |           |           |           |           |

### 3位からの逆転
IRVを用いた実際の選挙では、第1回集計の時点で1位または2位であった候補者が最終的に当選し、二回投票制と同じ結果になる場合が多い。しかし、第1回集計で3位以下であった者が確実に落選する二回投票制と異なり、IRVでは3位以下からの逆転勝利が起こりうる。2017年オーストラリアクィーンズランド州議会選挙ヒンチンブルック選挙区での実例を以下の表に示す。
|               | 第１回 | 第２回 | 第３回 | 第４回 | 第５回 |
| ------------- | ------ | ------ | ------ | ------ | ------ |
| Andrew Cripps | 8523   | 8611   | 8818   | 10263  | 12013  |
| Margaret Bell | 6232   | 6328   | 6735   | 7632   |        |
| Nick Dametto  | 5929   | 6071   | 6661   | 10406  | 16288  |
| Paul Jacob    | 5384   | 5812   | 6087   |        |        |
| Peter Raffles | 1316   | 1479   |        |        |        |
| Lyle Burness  | 917    |        |        |        |        |

## 問題点
オーストラリアでは投票者が投票用紙の上からまたは下からの順番のままで1、2、3...のように順番付ける行為がよく発生しており、「ロバ投票」（donkey vote）と呼ばれる。このような投票行為は無効票あるいは抗議票ではないが、義務投票制を採る同国の一部の有権者の無関心を示す行為だと見られる。実際に多くの国が優先順位による付番の投票システムを採っているが、義務投票制の国ではこのような投票行為の発生比率が高い。